# Italiani di Baltimora
Gli italiani di Baltimora sono la storica comunità italoamericana di Baltimora presente fin dalla metà del XIX secolo. La comunità italoamericana della città è centrata nel quartiere di Little Italy.

## Demografia

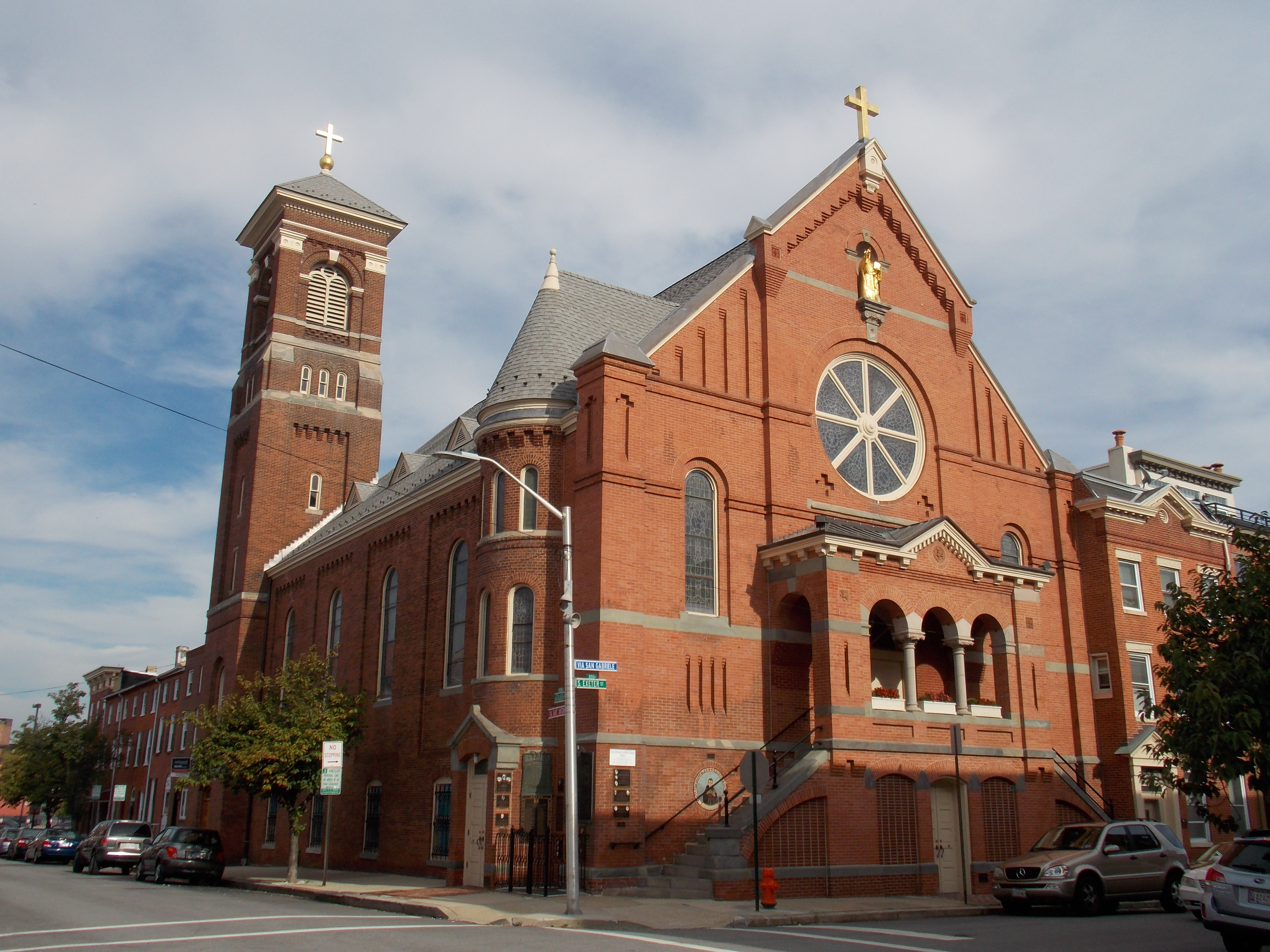
Chiesa cattolica di San Leone, Little Italy, settembre 2014.

Nel 1920, 7.930 bianchi americani nati all'estero risultavano essere di madrelingua italiana a Baltimora.
Nel 1940, gli immigrati italiani in città erano 8.063 e costituivano il 13,2% della popolazione bianca nata all'estero della città. In totale vivevano in città 18.179 persone di nascita o discendenza italiana, pari al 13% della popolazione bianca di origine straniera.
Nel censimento degli Stati Uniti del 1960, gli italoamericani costituivano il 71% della popolazione bianca di origine straniera nella Little Italy cittadina.
La comunità italiana nell'area metropolitana di Baltimora contava 157.498 nel 2000, costituendo il 6,2% dell'intera popolazione dell'area. Limitando il dato alla sola città di Baltimora, gli immigrati di origine italiana erano 18.492 abitanti, pari al 2,8% della popolazione.
Nel 2013, circa 16.581 italoamericani risiedevano nella città di Baltimora, il 2,7% della popolazione.
Nel settembre 2014, gli immigrati italiani costituivano il trentaseiesima più grande gruppo etnico di Baltimora.

## Storia

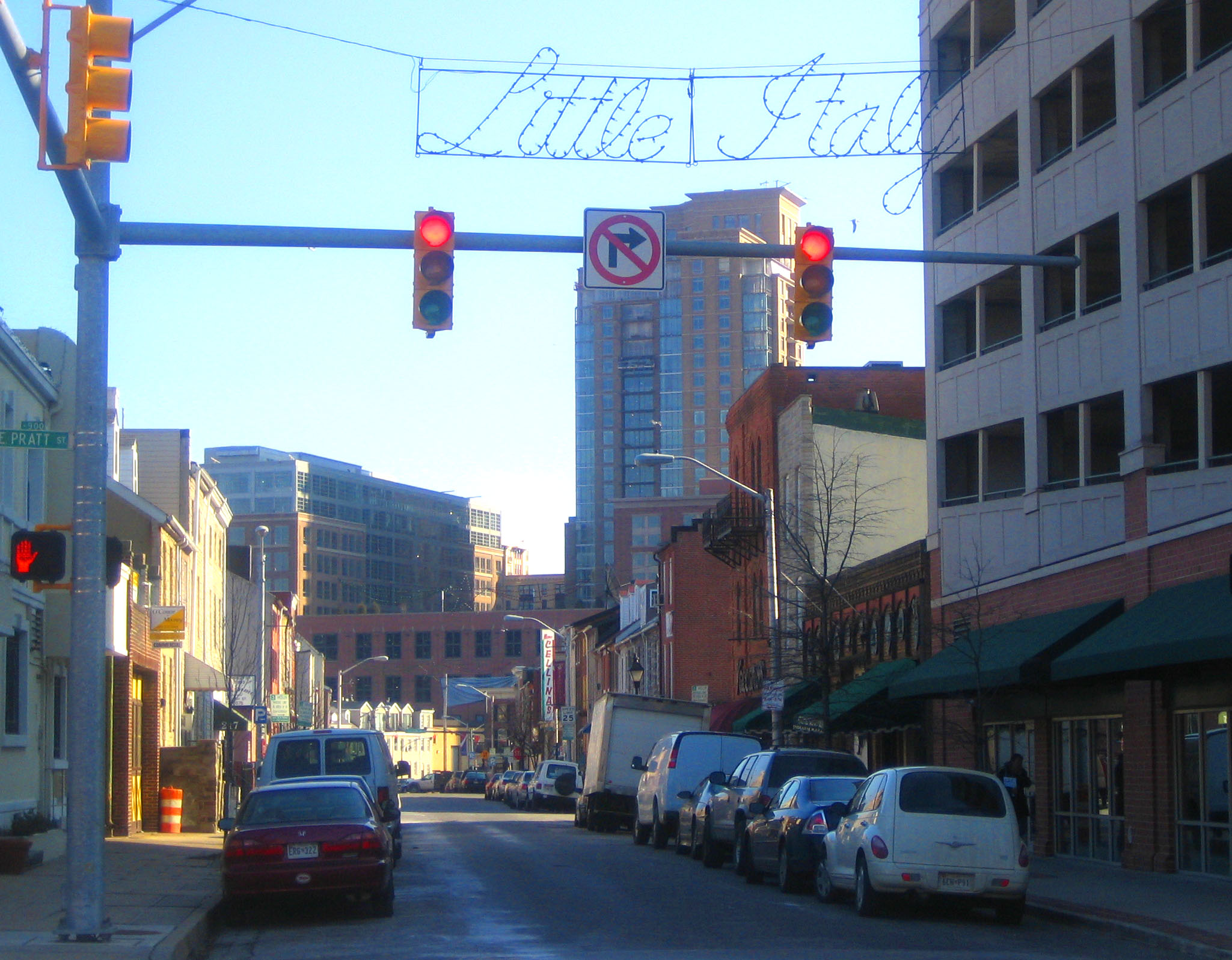
Little Italy, all'angolo tra Pratt e Albemarle Street, febbraio 2007.

Gli italiani iniziarono a stabilirsi in città alla fine del 1800 giungendo via nave al porto di Baltimora. I primi coloni italiani a Baltimora furono marinai di Genova, che arrivarono negli anni '40 e '50 dell'Ottocento. In seguito giunsero immigrati da Napoli, Abruzzo, Cefalù e Palermo . Questi immigrati realizzarono il monumento a Cristoforo Colombo nel Druid Hill Park. Molti altri immigrati arrivarono in treno attraverso la President Street Station dopo essere entrati negli Stati Uniti attraverso Ellis Island a New York. Per questo motivo il quartiere di Little Italy sorse vicino alla stazione ferroviaria.
Little Italy comprende 6 isolati delimitati da Pratt Street a nord, Inner Harbor a sud, Eden Street a est e President Street a ovest. Altri quartieri a forte presenza italiana sono Lexington, Belair-Edison e Cross Street. Molti si stabilirono lungo Lombard Street, che prese il nome dalla città italiana di Guardia Lombardi. La comunità italiana, prevalentemente cattolica romana, fondò un certo numero di parrocchie italoamericane come la Chiesa di San Leone e la Chiesa di Nostra Signora di Pompei, che ospita l'annuale Highlandtown Wine Festival, organizzata dalla comunità di Highlandtown.
Il terremoto dell'Italia centrale dell'agosto 2016 ha colpito la comunità italiana di Baltimora, poiché molti italoamericani di Baltimora hanno amici o parenti che vivono in Italia. La maggior parte degli italiani a Baltimora è di origine meridionale o centroitaliana, in particolare abruzzese. La Chiesa cattolica di San Leone Magno a Little Italy ha tenuto una veglia e ha inviato preghiere alle vittime e ai sopravvissuti del terremoto.

## Residenti famosi

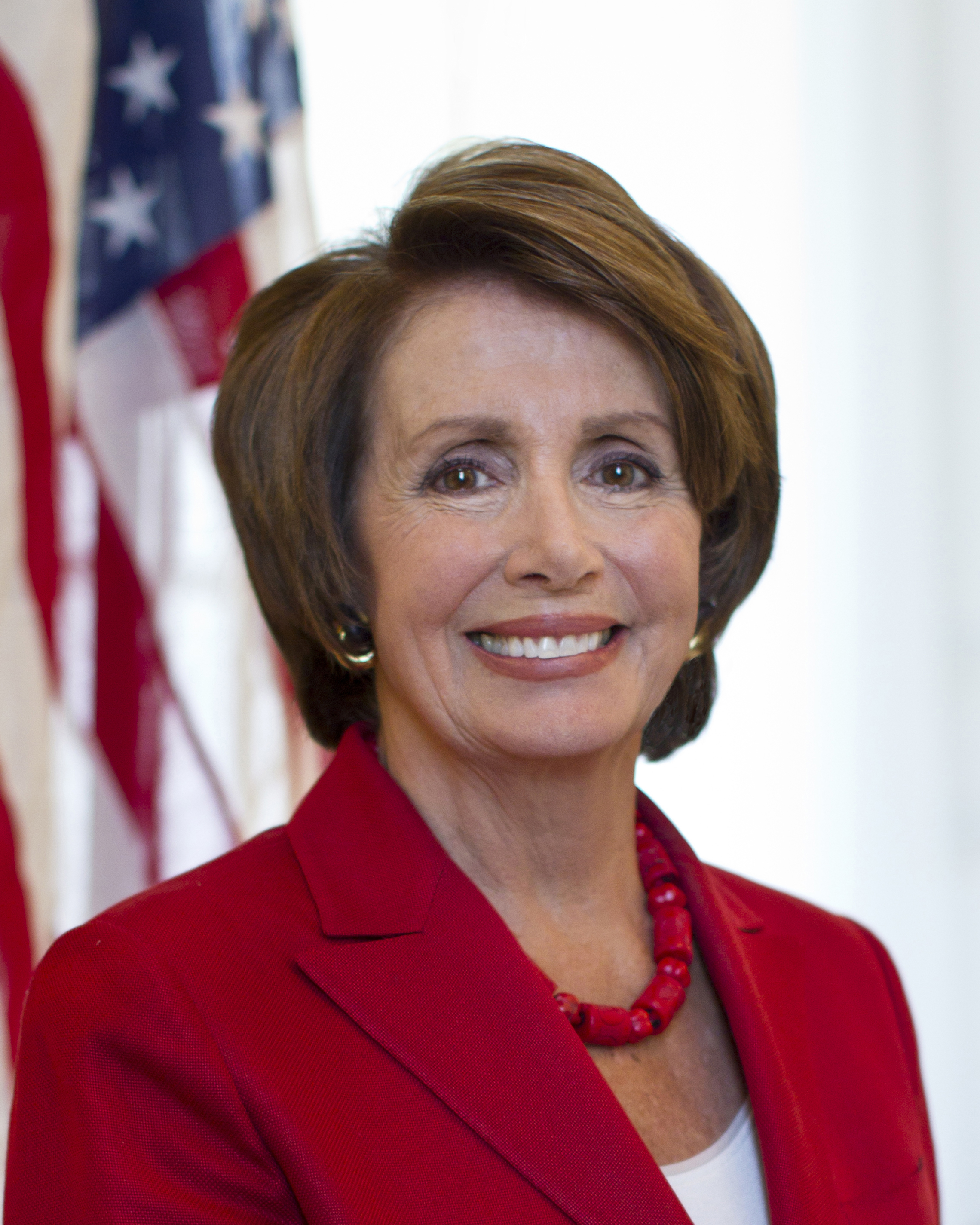
Nancy Pelosi, la 60º presidente della Camera dei rappresentanti degli Stati Uniti, in carica dal 2007 al 2011 e dal 2019 ad oggi. È l'unica donna ad aver servito come presidente della Camera e ad oggi è la seconda donna politica di grado più alto nella storia americana.

- Rafael Alvarez
- Frank Battaglia
- Steve Bisciotti
- Carlo Bonaparte
- Gary D'Addario
- Thomas D'Alesandro, Jr.
- Thomas LJ D'Alesandro III
- Joe Dundee
- Vince Dundee
- Cipriano Ferrandini
- Victor Galeone
- Harry Jeffra
- Kevin Levrone
- Joey Maggs
- Samuel J. Palmisano
- Vincent Luke Palmisano
- Nancy Pelosi
- Santino Quaranta
- Frank Zappa

### Italo-americani immaginari di Baltimora
- Tommy Carcetti, un personaggio immaginario della serie tv della HBO The Wire.
- Steve Crosetti, un personaggio immaginario della serie tv Homicide: Life on the Street.
- Paul Falsone, un personaggio immaginario della serie tv Homicide: Life on the Street.
- Al Giardello, un personaggio immaginario della serie tv Homicide: Life on the Street.
- Mike Giardello, un personaggio immaginario della serie tv Homicide: Life on the Street.
- Anthony DiNozzo, un personaggio immaginario e protagonista della serie tv della CBS NCIS.
- Salvatore Romano, un personaggio immaginario della serie tv della AMC Mad Men.